# 九里湖
九里湖是一个位于中国江苏省吴江市的湖泊，面积约为2.4平方千米，平均水深约为0.8—0.4米。2005年2月，列入江苏省湖泊保护名录。